# Det athenske demokrati
Det athenske demokrati, der varede fra 508/507 f.Kr. til 322/321 f.Kr. er det bedst kendte eksempel i historien på direkte demokrati i modsætning til den repræsentative eller parlamentariske form for demokrati.

## Ideologi
Hvor demokratiet i dag bliver betragtet som et selvindlysende gode, var denne styreform i antikken både omdiskuteret og ofte kritiseret af såvel oligarker som filosoffer. Demokraterne selv derimod anså demokratiet som en garant for, at loven skulle herske, og de anså ligesom moderne demokrater de demokratiske idealer frihed og lighed som helt fundamentale og anså demokratiet for at være den styreform, der bedst kunne opfylde disse idealer. Demokratiet blev endda guddommeliggjort, og i det 4. århundrede f.Kr. ofrede man til gudinden demokratia.
- Demokrati (δημοκρατία) kommer af græsk og betyder folkets (δήμος, démos) styre (κρατία, kratía), og alle afgørelser på folkeforsamlingen blev indledt med ”det blev besluttet af folket” (edoxe to demo). Når en athensk demokrat sagde folket, mente han hele borgerbefolkningen, selvom det kun var et mindretal, der dukkede op til folkeforsamlingerne.
- Det fundamentale demokratiske ideal var frihed, som havde to aspekter: politisk frihed, at deltage i de demokratiske institutioner, og individuel frihed, at leve som man ønskede. Det vigtigste aspekt af friheden var ”ytringsfrihed” (parrhesia), hvilket i den offentlige sfære var retten til at stille sig op og tale til sine medborgere i de politiske forsamlinger, og i privatsfæren var det retten for enhver til at tale frit. Kritikerne anså derimod den demokratiske frihed som førende til ligegyldighed over for loven og anarki (Pl. Resp. 557b-558c).
- Demokraternes lighedsbegreb var ikke bygget på en grundindstilling om, at alle mennesker er lige. Det var et spørgsmål om, at alle borgere skulle have lige mulighed for at deltage i politik, og især en lige mulighed for at kunne stille sig op og tale på folkeforsamlingen (isegoria), og at alle skulle være lige for loven. Lighedsbegrebet var udelukkende politisk og det gjaldt ikke den sociale eller økonomiske sfære.

## Institutioner
Politiske rettigheder var forbeholdt voksne, mandlige athenere. Kvinder, børn, slaver og fremmede metoiker var ekskluderet. En athener fik disse rettigheder som 18 årig, men først skulle han aftjene to års værnepligt, før han som 20-årig kunne deltage i det politiske liv, og det var først som 30-årig, at han fik fulde politiske rettigheder, hvor han kunne stille op som embedsmand eller dommer (som fungerede både som lovgivere og dommere).
- Alle borgere havde ret til at møde op på folkeforsamlingen (ekklesia), stille lovforslag og stemme om dem. Folkeforsamlingen mødtes ca. 40 gange om året på højen Pnyx. Til et møde deltog der ofte mindst 6.000. Debatten foregik med et par taler, hvorefter der blev stemt ved håndsoprækning. Athenerne skelnede imellem de permanente og generelle love kaldet "nomoi" og de individuelle og midlertidige dekreter kaldet "psephismata". Folkeforsamlingen havde ikke beføjelse til at ratificere nomoi, men den kunne ved dekret træffe afgørelser angående udenrigspolitiske og vigtige indenrigspolitiske spørgsmål. Derudover var folkeforsamlingen beføjet til:

1. at udpege folk til de militære og økonomiske poster
2. at indlede lovgivning ved at udpege en gruppe lovgivere (nomothetai)
3. at starte en politisk proces (eisangelia) ved at udpege et kollegie af dommere.

- Folkedomstolene (dikasteria) blev udgjort af 6.000 borgere, der blev valgt ved lodtrækning blandt borgere over 30 år. De udpegedes for et år ad gangen. Når der var ændringsforslag til lovene, blev der ved lodtrækning udvalgt et råd på 1.000 kaldet "nomothetai" til at forkaste eller ratificere ændringsforslaget.
- Jurisdiktion var langt mere tidskrævende end lovgivning. Folkedomstolene mødtes ca. 200 dage om året. Hver domstol blev udgjort af 201 eller 401 dommere i private sager og 501 eller flere i offentlige sager. Et retsmøde varede ca. 8 timer, i løbet af hvilke dommerne skulle høre på forsvar- og anklagetalerne og træffe deres afgørelse.

- Ud over de lovgivende organer havde Athen omkring 1200 embedsmænd (archai), der blev valgt blandt de borgere over 30 år, der stillede op som kandidater. 100 af dem blev valgt på folkeforsamlingen, og de resterende 1100 blev valgt ved lodtrækning. En embedsmand måtte kun sidde i et år, og hvis han var valgt ved lodtrækning, måtte han ikke besætte den samme post igen, mens de valgte godt kunne genvælges. Dette var for demokraterne en sikkerhed for, at embedsmændene ikke skulle få for stor magt og en garanti for, at folket kunne have magten. Embedsmændenes opgaver/beføjelser var:

1. at forberede de indleverede lov- og dekretforslag til folkeforsamlingen.
2. at indkalde folkeforsamlingen og lede dagsordenen.
3. at implementere og håndhæve de love og dekreter, der blev vedtaget.
4. at styre Athens økonomiske administration.

- Langt det vigtigste kollegie af embedsmænd var femhundredemandsrådet (boule). Det var sammensat af 50 personer fra hver af de 10 stammer, Athen var delt op i. Hver gruppe på 50 fungerede som prytaneis i en 1/10 af året, og disse prytanere fungerede som den udøvende komité for rådet, der igen fungerede som udøvende komité for folkeforsamlingen. Rådet mødtes hver dag i bouleuterion på Agora.

- Af andre vigtige embedskollegier var der de 10 generaler (strategoi), der blev valgt på folkeforsamlingen, og som ledede hæren og flåden. Derudover var der de 9 arkonter, der i de fleste private og offentlige retssager indkaldte og ledede folkedomstolene, og som også førte tilsyn med de større festivaler, som dionysierne (dionysia) og de panathenensiske lege panathenaea.

- I alle politiske og retslige sager var initiativet overladt den enkelte borger, og på ethvert tidspunkt må der have været omkring 1000 aktive borgere, der talte og foreslog nomoi og psephismata på folkeforsamlingen, eller som anklagere ved folkedomstolene. Men det var en mindre gruppe rhetorer på en ca. 20 stykker, der på professionel basis ofte satte den politiske dagsorden. De borgere, der var almindeligt aktive, blev i stedet kaldt idiotes, hvilket både havde positive og negative konnotationer. Der var ingen politiske partier, og borgerne fulgte ikke bare politikerne blindt. Men alligevel var der ledere, der med deres karisma og veltalenhed kunne dominere folkeforsamlingen i længere perioder, sådan som Perikles gjorde fra 443 f.Kr. til 429 f.Kr. og Demosthenes fra 341 f.Kr. til 338 f.Kr..
- en sidste institution var Areopagus rådet, der bestod af tidligere arkonter. I perioden 461 f.Kr. – 404 f.Kr. var det hovedsageligt drabssager det tog sig af, men senere i det 4. århundrede f.Kr. blev dets aktiviteter udvidet i forbindelse med idéen om, at vende til de "fædrene"/soloniske love.